# Ольговичи

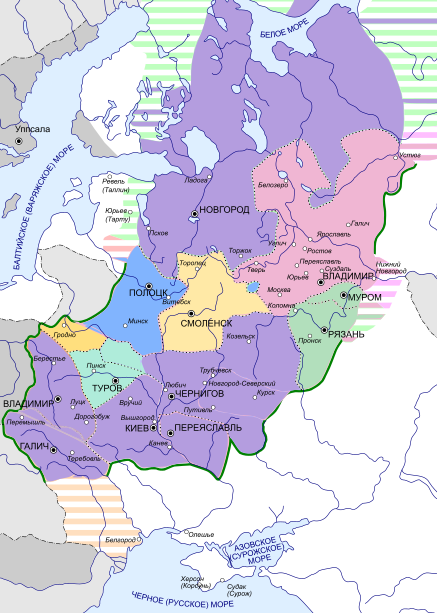
Княжества, управляемые в разное время черниговскими Ольговичами

О́льговичи (от др.-рус. Ольгъ) — ветвь дома Рюриковичей, произошедшая от князя Олега Святославича, внука Ярослава Мудрого; правящая династия в Черниговском княжестве, Новгород-Северском княжестве, а также с перерывами: в Киевском,  Галицком, Волынском, Переяславском княжествах, Новгородской земле.

## История
Основатель династии Олег Святославич после смерти своего отца (1076) противостоял попыткам своих дядей Изяслава и Всеволода Ярославичей и их сыновей Святополка и Владимира (Мономаха) лишить его и его братьев прав на Чернигов. В ходе этой борьбы погибли Изяслав Ярославич (1078, на тот момент великий князь киевский) и сын Владимира Мономаха Изяслав (1096). На Любечском съезде Давыд, Олег и Ярослав Святославичи получили Чернигов, Новгород-Северский и Муром, однако, возможно (согласно версии, изложенной в БРЭ), под условием отказа от прав на Киев.
Ольговичи появились на общерусской политической арене, когда благодаря княжению в Киеве Всеволода Ольговича (1139—1146, женат на внучке Владимира Мономаха) его потомки получили права на киевское княжение, в отличие от потомков младшего Ольговича Святослава. В ситуации после смерти Всеволода и убийства Игоря Ольговича (1147) борьба между Мстиславичами и Юрием Долгоруким и помощь последнего помогла Ольговичам уцелеть и отстоять свои владения.
В Чернигове правили обе ветви — черниговских Всеволодовичей и северских Святославичей — в порядке старшинства (после пресечения ветви потомков Давыда Святославича, 1166). Мономаховичи многократно пытались проигнорировать права Ольговичей на Русскую землю (правобережье Днепра), но и Ольговичи (как и Изяславичи волынские), приходя к власти в Киеве, стремились лишить Мономаховичей (как правило, смоленских Ростиславичей) владений на Киевщине. Но такие попытки, как правило, к успеху не приводили и заканчивались изгнанием такого стремящегося к концентрации власти князя из Киева (за исключением случая 1195—1196 годов, когда на стороне смоленских Ростиславичей выступил Всеволод Большое Гнездо). Причём Мономаховичи в качестве аргумента приводили: "разделил нас дед Ярослав по Днепру" и вам ся сторона не надобе, а Ольговичи — мы не угры, не ляхи, а одного деда внуци и вы почаша первее нас губити. Последнее высказывание относится уже к 1130-м годам и с трудом связывается с конкретными действиями потомков Всеволода Ярославича. Выражение может быть образным (как в 1147 году Святослав Ольгович на разорение своего хозяйства восклицал всю жизнь погубили) и отсылать к удержанию Черниговщины Всеволодом Ярославичем через своего сына Владимира Мономаха в 1076 году после смерти Святослава Ярославича.
В первое десятилетие XIII века Ольговичи попытались утвердить северских Игоревичей в Галицко-Волынском княжестве. Несмотря на то, что в итоге план провалился, Игоревичи были повешены (1211), а Всеволод Святославич Чермный изгнан из Киева смоленскими Ростиславичами (1212), Новгород-Северский, возможно,  отошёл во владение черниговских Всеволодовичей, а попытка Олега Курского пересмотреть решение черниговского съезда провалилась в результате интервенции владимирских войск (1226).
После монгольского нашествия (1239) роль политического центра Левобережья перешла от Чернигова к Брянску, князья которого иногда владели и титулом великого князя черниговского, хотя его власть в Посемье и верхнеокских уделах стала номинальной. Согласно составленным в XVI веке родословным, почти все чернигово-северские земли (кроме Посемья) оказались под властью потомков Михаила Черниговского, убитого в 1246 году в Орде, однако по летописям у него известен только один сын Ростислав, действовавший в Галиции и Венгрии. Также родословные недостоверны хронологически (во второй половине XIV века якобы действуют внуки Михаила, рождённого в 1179 году). Брянский князь Роман Старый в 1263 году освободил Чернигов от литовцев, и под его властью кроме Вщижа, Брянска и Чернигова оказались также Новгород-Северский, Стародуб, Трубчевск.
В начале XIV века северские князья заняли киевский и переяславский престолы (затем в начале 1320-х были разбиты литовским князем Гедимином). Вся полоса от Киева до среднего Дона восточнее Курска и Ельца оказалась под властью Великого княжества Литовского в 1362 году.
В Брянске пресеклась местная династия и престол перешёл к смоленским князьям, возможно потомкам брянской княжны, а в 1356 году Брянск был захвачен литовским князем Ольгердом, после этого упоминается последний брянский и великий черниговский князь из Ольговичей Роман Михайлович, бывший литовским наместником в Смоленске после его захвата и убитый там (1401).
В конце XV века верховские князья начали переходы на московскую службу, их владения вошли в состав Русского государства по итогам русско-литовской войны 1487—1494 годов. Северщина с Черниговом перешла под власть Москвы по итогам войны 1500—1503 годов.

## Порядок престолонаследия и спорные вопросы генеалогии
Хотя Давыд Святославич был старшим братом Олега, именно Олег и затем Ольговичи вели основную борьбу против Мономаховичей за права всего рода. Всеволод Ольгович (а не Давыдовичи) изгонял дядю Ярослава из Чернигова в 1127 году, захватывал Киев в 1139 и завещал его Игорю Ольговичу в 1146. Хотя в 1139 году Всеволод передал Чернигов Давыдовичам, этим были возмущены его младшие братья, и Владимир и Изяслав Давыдовичи среди черниговских князей в Любецком синодике не фигурируют. В 1157 году Изяслав Давыдович, перешедший в Киев, не смог удержать Чернигов, а в 1159 не был пущен обратно Святославом Ольговичем, когда был из Киева изгнан. Также в 1164 году после смерти Святослава Ольговича внук Давыда Святослав не участвовал в борьбе за Чернигов, хотя считается на тот период старшим правнуком Святослава Ярославича.
По смерти Святослава Ольговича его старший сын Олег, находившийся в Чернигове при отце, уступил престол своему двоюродному брату Святославу по старшинству, однако в 1166 году, по смерти Святослава Владимировича, Олег при поддержке смоленских Ростиславичей на протяжении десятилетия требовал «наделения вправду», подразумевая под этим прежде всего получение «лепшей волости» Стародуба-Северского при сохранении за собой Новгорода-Северского.
Часть историков, включая Войтовича Л. В., считают Олега Святославича новгород-северского черниговским князем с перехода Святослава Всеволодовича в Киев (1176—1180), но оснований для этого нет. Даже младший брат Святослава Ярослав был пущен в Чернигов только после смерти Олега, совпавшей с окончательным утверждением Святослава в Киеве, на что обратил внимание Пресняков А. Е.
Реконструкцию мест и дат княжений предпринял Войтович Л. В., однако сведения первоисточников очень скудны и не содержат прямых предпосылок для выводов исследователя. Согласно его реконструкции, Стародуб перешёл от Ярослава Всеволодовича сыну Святослава Всеволодовича Олегу, которого исследователь считает старшим. В то же время например Зотов Р. В. считает старшим Владимира, княжившего (по Войтовичу) во Вщиже с 1167 года. На рубеже XII/XIII веков историки фиксируют закрепление удельных столов Чернигово-Северской земли за определёнными линиями, но достоверные примеры касаются некрупных столов (Козельск, Трубчевск, Рыльск и др.) и непонятно, осели ли какие-либо линии Ольговичей в Новгороде-Северском и Стародубе.

### Судьба Новгорода-Северского в XIII веке
Бережковым Н. Г. была уточнена датировка летописи, относящей к 1202 году смерть Игоря Святославича в Чернигове, и событие отнесено к весне 1201 года. Осенью 1201 года умер старший сын Святослава Всеволодовича Владимир, названный в синодике черниговским, а во всех летописях кроме Лаврентьевской — Всеволодовичем, однако он княжившим в Чернигове не считается. Любецкий синодик после Ярослава Всеволодовича (ум.1198) знает великого князя черниговского Феодосия, которого сопоставляют с Игорем.
Версии списка князей Новгорода Северского после перехода Игоря в Чернигов (1198) разнятся, в зависимости от того, сохранился ли он в северской ветви или перешёл к потомству Святослава Всеволодовича, включая его внука Давыда Ольговича, женатого с 1190 года на дочери Игоря. При этом все историки исходят из того, что Новгород-Северский закрепился за определённой ветвью по примеру Козельска (о котором единственном это известно наверняка для начала XIII века), хотя в XII веке занимался поочерёдно старшей и младшей линией Ольговичей.
Всеволод Святославич, черниговский и киевский (1206—1212 с перерывами), размещал своих младших братьев в Белгороде (Глеб в 1205), Переяславле (Глеб в 1210—1212 по версии Голубовского П. В.), Вышгороде (Ярославичи в 1212) и других киевских «пригородах», возможно, сохраняя контроль над Черниговом и Новгородом-Северским через Рюрика Ольговича, упомянутого Руссовым в 1205 в Новгороде-Северском и Татищевым под 1211 в Чернигове и отождествляемого Зотовым Р. В. с Константином-Олегом Любецкого синодика. Однако другие историки, в частности Шеков А. В., не поддержали идею Зотова и на основании Введенского синодика считают, что за Константина Ольговича Зотов принял его отца Олега-Константина. Горский А. А. считает Константина Ольговича черниговским князем в 1223—1226, чем объясняет начало усобицы в Черниговском княжестве не гибелью Мстислава Святославича на Калке (1223), а спустя 3 года. Как правило, Михаил Всеволодович считается черниговским князем уже с 1223 года, а Олег Курский считается Игоревичем и старшим в роду. Войтович, считающий Олега Святославичем, считает предметом усобицы Новгород-Северский: по его версии, там по решению черниговского съезда 1206 года осела линия потомков Глеба Святославича.
Неясность списка новгород-северских князей усугубляется и различными версиями происхождения Михаила Всеволодовича, который большинством историков считается внуком Святослава Всеволодовича черниговского и киевского, но согласно источникам его отец сопоставляется с Всеволодом курским, братом Игоря, умершим в 1196 году, то есть был на поколение старше, и сам Михаил мог быть новгород-северским князем в годы битвы на Калке. Также с этим вопросом коррелирует спорность великого князя черниговского Святослава Всеволодовича на поз.24 Любецкого синодика, упомянутого после всех Святославичей, Ярославичей и Игоревичей. Зотов Р. В. отождествляет его со Святославом Всеволодовичем (ум.1194), тем самым сдвигая всех Святославов синодика, расположенных выше на своих местах. В другом случае Святослав с поз.24 может быть Святославом Всеволодовичем трубчевским, упомянутым летописью под 1232 годом. Он мог быть братом Михаила при любом из двух вариантов происхождения последнего.

### Великие князья черниговские XIII-XIV веков

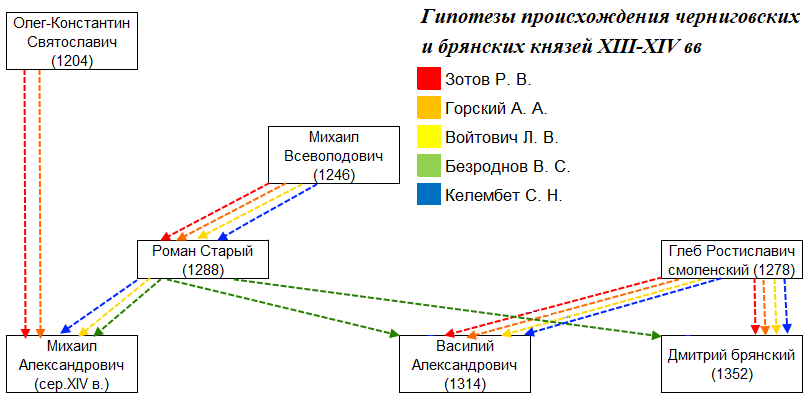
- Версия Калембета С. Н. аналогична версии Войтовича Л. В.

В XVI веке князья из бывших черниговских уделов на верхней Оке в своих родословных указали своим предком Михаила Всеволодовича, но таким образом, что действовавшие во второй половине XIV века были представлены его внуками, что хронологически невозможно. В тех же родословных сыном Михаила представлен и Роман брянский, хотя летописи знают только одного Михайловича — Ростислава. Если верить родословным, то после нашествия должны были исчезнуть все местные линии Ольговичей севернее Посемья (вщижская, стародубская, сновская, козельская и др.), и все эти земли должны были оказаться под властью Михайловичей, что маловероятно.
Известно о том, что сохранилась сновская ветвь, представителя которой Всеволода Ярополковича часть историков считает черниговским князем после Михаила Всеволодовича, в 1246—1261 годах. Войтович Л. В. полагал, что Андрей Всеволодович был не сыном Всеволода Ярополковича, а младшим братом Михаила Всеволодовича и черниговским князем в 1246—1263 годах, однако из-за факта женитьбы Андрея в 1259 году на дочери Василька Волынского версия большинством историков признана несостоятельной. Версия Беспалова Р. А. состоит в том, что упомянутый Плано Карпини в 1245 году Андрей Мстиславич был черниговским князем, сыном Мстислава Святославича козельского и черниговского, погибшего на Калке. Также Беспалов Р. А. поддержал версию Зотова Р. В. о том, что черниговский князь Михаил Дмитриевич был племянником Андрея, то есть также представителем козельской ветви. Другие историки не поддержали версию о козельском происхождении Андрея Мстиславича, в частности из-за факта малолетства единственного козельского князя Василия, погибшего в 1238 году, и считают его либо сыном Мстислава Глебовича, либо незначительным князем, сыном Мстислава Святославича рыльского.
Традиционная версия также исходит из того, что мужская линия потомства Романа Старого пресеклась, и одновременно права на Брянск получили смоленские Ростиславичи по праву сватовства, следствием чего было занятие брянского престола смоленскими князьями всю 1-ю половину XIV века. Последними черниговскими князьями были Михаил Александрович и (после изгнания из Брянска смоленских князей Ольгердом литовским в 1356 году) — его сын Роман (уб.1401). Историки почти единодушны в отнесении этих двух последних князей к потомству Олега-Константина стародубского (Зотов Р. А., Горский А. А., Безносюк С. Н.), при этом различные историки считают наследниками Романа Старого по мужской линии их (Квашнин-Самарин Н. Д., Войтович Л .В., Безроднов В. С., Безносюк С. Н.) и даже Василия (1310—1314) и Дмитрия (1314—1334, 1340—1352) брянских (Безроднов В. С., Безносюк С. Н.), но при этом Роман продолжает считаться сыном Михаила Святого (Зотов Р. В., Горский А. А., Войтович Л. В.). Хотя если верховские князья продолжают считаться таковыми путём реконструкции историками 2 дополнительных поколений, то происхождение Романа Старого от Михаила успешно оспорено.

### Верховские князья
Поскольку действовавшие во второй половине XIV века князья представлены в родословных внуками Михаила Всеволодовича, но не могли быть таковыми по хронологическим причинам, историки предлагают различные выходы из данной ситуации. Что касается козельских князей (постепенно распространивших свою власть на Карачев), то они могли быть внуками не Михаила Всеволодовича, а другого Михаила, в частности, Михаила Дмитриевича черниговского. Таким образом их родоначальник Мстислав Карачевский оказался бы князем начала XIV века. Его старший сын Святослав погиб в 1310 году, а Тит участвовал в битве с татарами в 1365 году.
Что касается новосильских князей, то историки признают, что Роман, участник Куликовской битвы (1380), не мог сыном Семёна Михайловича глуховского и внуком Михаила черниговского, но также выводят его от Михаила, предположив отцом Романа Семёна, сына известного по летописям Александра новосильского (уб. 1326) или упомянутого рядом с ним в Любецком синодике Михаила глуховского, при этом говоря для 2-й половины XIV века о Глуховском и Новосильском княжествах как об отдельных друг от друга.
Константин Оболенский (уб. 1368) и возможно участвовавшие в Куликовской битве тарусские князья по родословным считаются сыновьями Юрия тарусского, также сына Михаила черниговского. Данные уделы известны только со 2-й половины XIV века. Исследователи, сравнивая родословные потомков Юрия, отмечали хронологические несоответствия. Уже Дионисий Звенигородский в своём «Объединённом родословце» между Юрием, которого он считал сыном Михаила Чениговского, и Константином Оболенским вставил 2 поколения. Этот же путь избирали исследователи XVIII и XIX века применительно к другими ветвям потомков Юрия. Например, П. Н. Петров указывал, что в родословии князей Мезецких и Барятинских слишком большой разрыв между родоначальником и документально засвидетельствованными представителями родов. Он предположил, что в родословных были пропущено 2-3 колена.

### Родословие Ольговичей (XII—XIV вв) в историографии
- Олег Святославич (1115)
  - Всеволод Ольгович (1146)
    - Святослав Всеволодович (князь киевский) (1194)
      -  ?
        -  ?
          - Роман Старый (1288)
            - Михаил Романович (1264?)
            - Леонтий/Олег Романович (1285/1307)

      -  ?
        - …
          -  ?
            - Константин
              - Александр
                - Михаил
                  - Роман (1401†)
                    - Семён

      - Владимир Вщижский (1201)
        - Филипп?
        - Борис? (32ЛС)
        - Давыд'? (33ЛС)
        - Андрей (34ЛС)
        - Дмитрий-Святослав? (35ЛС)

      - Олег Стародубский (1204)
        - Давыд Ольгович (1196†?)
          - Владимир (36ЛС)?
          - Мстислав Давыдович (князь новгород-северский)
          - Константин (51ЛС)
            - Тимофей

          - Святослав (76ВС)
            - Дмитрий (63ЛС)

        - Глеб Ольгович
        - Александр Ольгович

      - Всеволод Чермный (1212)
        - Михаил Всеволодович (1246†)
          - Ростислав Михайлович (1264)
          - Мстислав Карачевский (64ВС)?
            - Тит Мстиславич
              - Святослав Титович
              - Иван Титович

            - Святослав Мстиславич (князь карачевский) (1310†)
            - Пантелеймон Мстиславич
              - Василий

            - Андрей Мстиславич (князь звенигородский) (1339†)
              - Фёдор Андреевич (князь звенигородский)
                -                   - Александр Фёдорович (князь звенигородский)

          - Семён Глуховский?
            - Михаил (князь глуховский)
              - Семён

            - Александр Новосильский (1326†)
              - Семён
                - Иван Семёнович (князь новосильский)
                - Роман Семёнович
                  - Василий Романович
                  - Лев Романович
                  - Юрий Романович Чёрный'

              - Сергей

          - Юрий Тарусский?
            -  ?
              - Юрий?
                - Константин (князь оболенский) (1368†)
                  - Семён Константинович
                  - Иван Константинович
                  - Андрей Константинович

                - Иван Толстая Голова?
                  - Фёдор Иванович (князь тарусский)
                  - Мстислав Иванович (князь тарусский)

                - Семён
                  - Дмитрий

      - Глеб Святославич (князь черниговский) (1219)
        - Мстислав Глебович
          - Андрей Мстиславич (черниговский князь)? (1245†)?

        - Антоний (37ЛС)
        - Михаил? (38ЛС)
          - Константин? (38 ЛС)

        - Анисим? (39ЛС)
        - Роман? (40ЛС)
        - Иван'?' (41ЛС)

      - Мстислав Святославич (князь черниговский) (1223†)
        - Дмитрий Мстиславич (1223†)
          - Михаил Дмитриевич
            - Мстислав Карачевский (64ВС)?
              - Тит Мстиславич
                - Святослав Титович
                - Иван Титович

              - Святослав Мстиславич (князь карачевский) (1310†)
              - Пантелеймон Мстиславич
                - Василий

            - Андрей Мстиславич (князь звенигородский) (1339†)
              - Фёдор Андреевич (князь звенигородский)
                -                   - Александр Фёдорович (князь звенигородский)

          - Фёдор Дмитриевич

        - Андрей Мстиславич (черниговский князь)? (1245†)?
        - Иван
          - Василий (князь козельский) (1238†)

    - Ярослав Всеволодович (князь черниговский) (1198)
      - Ростислав Ярославич
      - Ярополк Ярославич
        - Всеволод Ярополкович (1261)
          - Андрей Всеволодович (1263)?

  - Игорь Ольгович (1147†)
  - Святослав Ольгович (1164)
    - Олег Святославич (князь новгород-северский) (1180)
      - Святослав Ольгович (князь рыльский)
        - Олег Курский?
          - Георгий (49ЛС)
            - Георгий

          - Дмитрий (62ЛС)

        - Мстислав Рыльский (1241†)
          - Андрей Мстиславич (черниговский князь)? (1245†)?

    - Игорь Святославич (1201)
      - Владимир Игоревич
        - Изяслав Владимирович (князь путивльский) (Филипп?)
        - Всеволод-Семён (29ЛС)
        - Борис? (32ЛС)
        - Давыд'? (33ЛС)
        - Андрей (34ЛС)
        - Дмитрий-Святослав? (35ЛС)

      - Олег Курский?
      - Роман Игоревич (князь галицкий) (1211†)
        - Иван (52ЛС)
        - Константин (53ЛС)
        - Михаил† (54ЛС)

      - Святослав Игоревич (князь волынский) (1211†)

  - Всеволод Буй-Тур (1196)
    - Святослав Всеволодович (князь трубчевский)
      - Борис

## Потомки
- От князя Святослава Титовича или Андрея Мстиславича Звенигородского — Мосальские
- От князя Андрея Мстиславича Звенигородского — Болховские
- От князя Иван Толстая Голова — Волконские
- От князя Константина Юрьевича — Оболенские
- От князя Романа Семёновича — Белёвские, Воротынские, Одоевские